# Мурашниця плямиста
Мурашниця плямиста (Hylopezus macularius) — вид горобцеподібних птахів родини Grallariidae.

## Поширення
Поширений у північно-східній частині Венесуелі, в Гаяні, Французькій Гвіані, Суринамі та прилеглій північній Бразилії, у південній частині Венесуели, південно-східній частині Колумбії, північно-східній частині Перу і на півночі центральної Бразилії. Мешкає у вологих тропічних лісах на висоті до 500 м над рівнем моря.

## Опис
Птах завдовжки 14 см, вагою від 40 до 53 г. Верхня частина каштанового кольору з сірою маківкою і потилицею, помітними вохристими вухами та блискучими відтінками, і тонкою чорною скуловою лінією; горло біле, груди кремові з чорнуватими прожилками, боки і черево світло-коричневі, хризум білуватий.

## Підвиди
Виділяють два підвиди:
- Hylopezus macularius macularius (Temminck, 1830) — північна частина ареалу.
- Hylopezus macularius dilutus (Hellmayr, 1910) — південна частина ареалу.